# 大学ブランド・イメージ調査
大学ブランド・イメージ調査（だいがくブランド・イメージちょうさ）は、日経BPの関連会社である日経BPコンサルティングが2007年から実施している日本の大学に関する調査である。

大学ブランド力を測る49の項目から、大学ごとに「一般的なイメージ」「大学組織に対するイメージ」「学生へのイメージ」について様々な印象を回答者に尋ねている。各項目の得票率(％)から3つのグループのイメージスコア、総合評価となる「大学ブランド力」を偏差値として算出している。
各地域に在住する有職者、中学生以上の子を持つ父母、教育・研究機関従事者などを調査対象者とし、地域内の主な大学の認知度・認知経路、入学推薦度、採用意向度、その他各種のブランドイメージなどに対する評価を統計化している。
2012年は調査範囲を全国に広げ、「北海道」「東北」「北関東」「首都圏」「甲信越」「北陸・東海」「近畿」「中国・四国」「九州・沖縄・山口」の9地域別に調査している。